# チャムグループ
チャムグループ（英語：Chum-group）とは、保坂亨と岡村達也によって提唱された全3段階の児童期から青年期にかけての友人関係の発達段階のうち、2番目の段階であり、中学生ごろによくみられる。友人集団で互いの共通点や類似点を言葉によって確かめ合い、同質性が重要視される。

## 概要
ギャンググループに続く発達段階がチャムグループである。いわゆる「仲良しグループ」であり、興味・趣味や部活動によって結ばれ、自らの境遇や感情などの共通点を言葉で確かめ合う特徴があり、主に学校内での活動が中心である。ギャンググループが外面的な同一行動による一体感の確認を特徴とする一方で、チャムグループは内面的な類似性の同一言語での確認による一体感を特徴とする。チャムグループの次の発達段階は、互いの個性を認め合う共存状態のピアグループである。なお、チャムグループの「チャム」は「親友」を意味する"Chum"から来ており、サリヴァンによる"Chum-ship"（親友関係）の研究が代表的である。
ギャンググループが男子児童において特徴的だった一方、チャムグループは女子生徒において顕著に見られ、男子生徒においてはギャンググループからピアグループに発展する。また、チャムグループの形成による「同類である」という感じは、安心感や精神的安定がもたらされる。
チャムグループの特徴的な行動としては、交換日記や授業中にまわされる秘密の手紙が挙げられる。また、友達に合わせる同調圧力が極めて高く、万引きや喫煙などの反社会的行動が仲間の圧力によって黙認されるほか、評価されることがある。

## チャムグループの肥大化
保坂亨は2000年の時点の傾向として、ギャンググループの消失とチャムグループの肥大化、ピアグループの遅延化を指摘している。ギャングエイジを経験しないまま中学生となり、チャムグループを形成すると、行動を通じた集団への一体感を経験していないため、いじめや排斥によって一体感を得る傾向にあるほか、関係の希薄化や強い同調性が見られるようになる。保坂は、中学生によるいじめはチャムグループ段階で行われる失われた「ギャンググループ」体験であるとしている。
また、チャムグループに見られる同質性、同調性、排他性を求める心理状態が高校生以上になっても続く場合もある。